# Bouddha Maitreya (sculpture)
Le Bouddha Maitreya est une statue du bodhisattva Maitreya réalisée au Ve siècle en Chine. L'œuvre est la plus grande sculpture chinoise faite en bronze doré connue à ce jour. La statue fait partie de la collection du Metropolitan Museum of Art de New York.